# ESO 137-001
ESO 137-001 — спіральна галактика з перемичками, розташована в сузір’ї Південного трикутника та в скупченні Косинця. Коли галактика рухається до центру скупчення на 1900 км/с, його очищає гарячий газ, таким чином утворюючи хвіст довжиною 260 000 світлових років. Це називається зачищенням під тиском. Міжгалактичний газ в Abell 3627 становить 100 мільйонів Кельвінів, що викликає утворення зірок у хвостах.

## Історія
Галактика була відкрита Мін Суном у 2005 році

## Доля Галактики

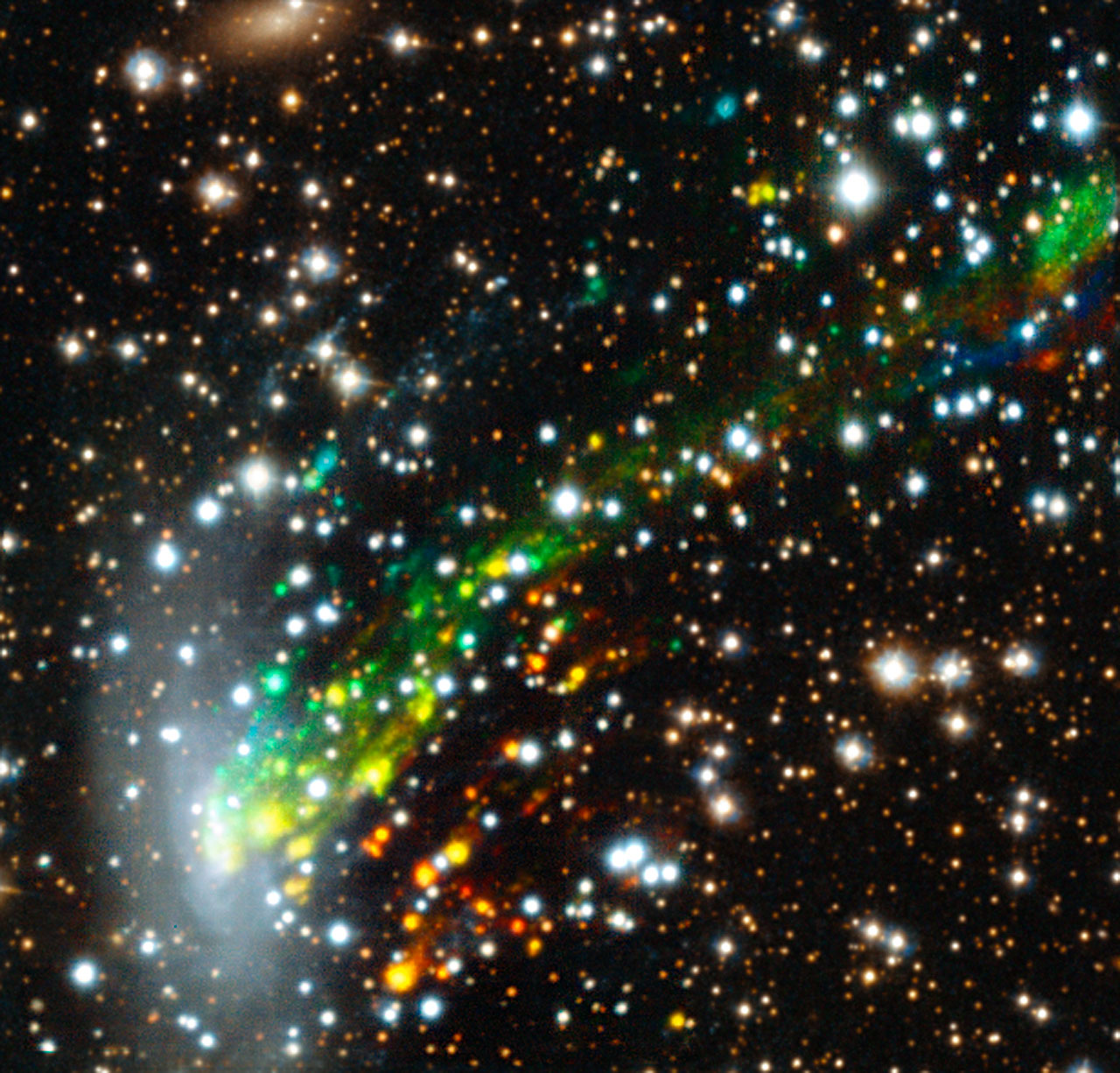
Спостереження показують рух газу, коли він виривається з галактики.

Вважається, що виділення газу має значний вплив на розвиток галактики, видаляючи холодний газ із галактики, припиняючи утворення нових зірок у галактиці та змінюючи зовнішній вигляд внутрішніх спіральних рукавів і балджів через вплив формування зірки. 

## Галерея

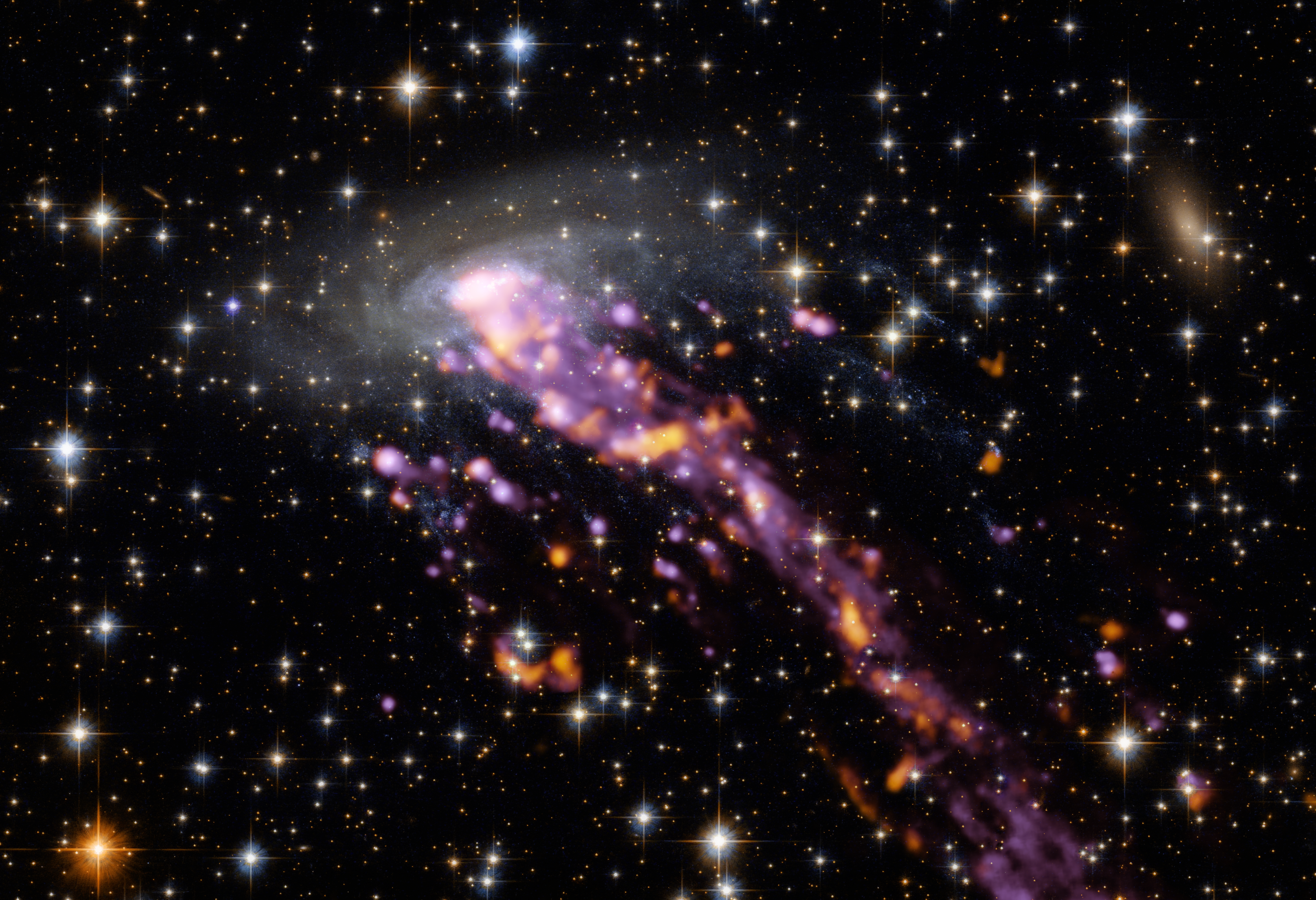
ALMA досліджує космічну медузу[9].
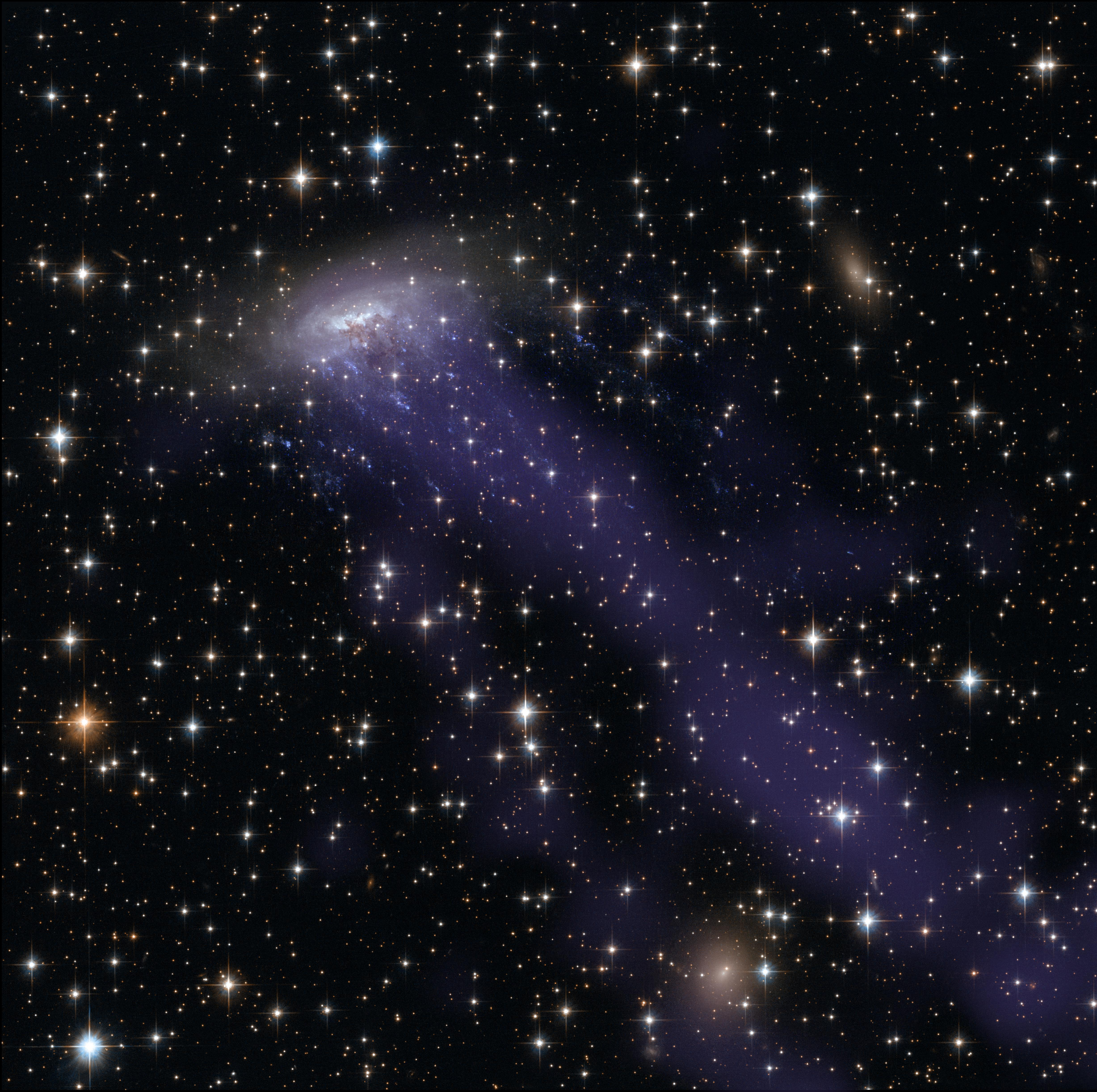
Галактика-втікач (12952512944)